# Thuiaria hartlaubi
Thuiaria hartlaubi is een hydroïdpoliep uit de familie Sertulariidae. De poliep komt uit het geslacht Thuiaria. Thuiaria hartlaubi werd in 1904 voor het eerst wetenschappelijk beschreven door Nutting. 